# SK Slavia Praha 2020/2021
Tento článek se podrobně zabývá událostmi ve fotbalovém klubu SK Slavia Praha v období sezony 2020/21 a jeho působení v 1. lize, ligovém poháru a evropských pohárech.
Do sezóny 2020/21 vstoupila Slavia s omlazeným kádrem. Také tuto sezónu výrazně ovlivnila omezení spojená s pandemií koronaviru. Kvůli pozitivnímu testu jednoho z hráčů Slavia nedokončila předsezónní přípravu v Rakousku.[215] Ve 4. předkole Ligy mistrů vypadla s dánským týmem FC Midtjylland po výsledcích 0:0 a 1:4 a hrála základní skupinu Evropské ligy. Z důvodu zhoršující se epidemické situaci se fotbalové zápasy hrály s omezeným počtem diváků, posléze zcela bez diváků, liga byla začátkem října na měsíc zcela přerušena.7] Zápasy Evropské ligy se ale mohly hrát díky výjimce. Ze základní skupiny postoupila Slavia do jarní vyřazovací fáze soutěže. Během sezóny se tým opakovaně musel vyrovnávat s absencemi způsobenými koronavirovou nákazou, někteří hráči se nakazili vícekrát, zimní příprava byla kvůli nákaze zrušena. V průběhu podzimu se v klubu začal výrazně prosazovat Abdallah Sima, který do Slavie přestoupil v červenci z Táborska a původně se s ním počítalo do rezervního týmu. Při vyšším počtu absencí ale byl povolán na záskok do prvního týmu, kde se okamžitě prosadil a již v něm zůstal.
Ve vyřazovací části Evropské ligy Slavia vyřadila Leicester a Rangers FC a ve čtvrtfinále vypadla s Arsenalem.Domácí ligu Slávisté ovládli bez jediné porážky a s náskokem 12 bodů na druhou Spartu získali třetí titul v řadě. Zároveň sérií 46 zápasů bez porážky vytvořila Slavia nový český a československý rekord.[225][226] Úspěšnou sezónu navíc završilo vítězství v domácím poháru a zisk double.

## Klub

### Vlastník
Klub vstoupil do nového ročníku ve stejné majetkové struktuře. Dne 20.8.2020 bylo oznámeno, že dochází k odkupu akcií od drobných akcionářů, čímž dojde ke 100% vlastbctví klubu společností CITIC Group.  

### Realizační tým
Ve složení realizačního týmu nedošlo oproti předchozímu ročníku ke změnám. Hlavním trenérem zůstal Jindřich Trpišovský, jeho asistenty Jaroslav Köstl , Zdeněk Houštecký a Pavel Řehák. Tým brankářských trenérů působí ve složení Štěpán Kolář a Radek Černý. Sportovním ředitelem je Jan Nezmar.
| Post                         | Jméno                                              |
| ---------------------------- | -------------------------------------------------- |
| Hlavní trenér                | Jindřich Trpišovský                                |
| Asistent trenéra             | Jaroslav Köstl                                     |
| Asistent trenéra             | Zdeněk Houštecký                                   |
| Asistent trenéra             | Pavel Řehák                                        |
| Trenér brankářů              | Štěpán Kolář                                       |
| Trenér brankářů              | Radek Černý                                        |
| Vedoucí mužstva              | Stanislav Vlček                                    |
| Kondiční trenér              | Martin Třasák                                      |
| Hlavní kustod                | Jiří Šveněk                                        |
| Klubové vedení               |                                                    |
| Prezident klubu (PP)         | Jiří Šimáně                                        |
| Předseda představenstva      | Jaroslav Tvrdík                                    |
| Sportovní ředitel            | Jan Nezmar (do 31.8.2020) Jiří Bílek (od 1.9.2020) |
| Manažer mládežnické akademie | Jiří Plíšek                                        |
| Hlavní Skaut                 |                                                    |
| Finanční ředitel (ČP)        | Daniel Konrád                                      |
| Ředitel komunikace           | Michal Býček                                       |

## Soupiska

### První tým
k 18.2.2021 
| Číslo |                   | Pozice | Hráč            |
| ----- | ----------------- | ------ | --------------- |
| 1     | Česko             | B      | Ondřej Kolář    |
| 2     | Česko             | O      | David Hovorka   |
| 3     | Česko             | O      | Tomáš Holeš     |
| 4     | Pobřeží slonoviny | O      | Simon Deli      |
| 5     | Dánsko            | O      | Alexander Bah   |
| 6     | Česko             | O      | David Zima      |
| 7     | Rumunsko          | Z      | Nicolae Stanciu |
| 9     | Nigérie           | Z      | Peter Olayinka  |
| 11    | Česko             | Ú      | Stanislav Tecl  |
| 12    | Senegal           | Ú      | Abdallah Sima   |
| 13    | Česko             | B      | Jan stejskal    |
| 14    | Nizozemsko        | Ú      | Mick van Buren  |
| 15    | Česko             | O      | Ondřej Kúdela   |
| 16    | Česko             | Ú      | Jan Kuchta      |
| 17    | Česko             | Z      | Lukáš Provod    |
| 18    | Česko             | O      | Jan Bořil       |
| 19    | Libérie           | Z      | Oscar Dorley    |

| Číslo |                   | Pozice | Hráč                |
| ----- | ----------------- | ------ | ------------------- |
| 20    | Česko             | Z      | Ubong Moses Ekpai   |
| 22    | Česko             | Z      | Michel Krmenčík     |
| 23    | Česko             | Z      | Petr Ševčík         |
| 25    | Slovensko         | Z      | Jakub Hromada       |
| 27    | Pobřeží slonoviny | Z      | Ibrahim Traoré      |
| 28    | Česko             | Z      | Lukáš Masopust      |
| 29    | Bahrajn           | Ú      | Abdulla Yusuf Helal |
| 30    | Ukrajina          | O      | Taras Kačaraba      |
| 31    | Česko             | B      | Přemysl Kovář       |

### Změny v kádru v letním přestupovém období 2020
| Přišli do týmu |      |       |                 |     |                   |           |           |            |       |
| Číslo          | Poz. | Nár.  | Hráč            | Věk | Odkud přišel      | Do roku   | Typ       | Cena       | Zdroj |
| 4              | O    | Česko | Ondřej Karafiát | 25  | FC Slovan Liberec | 2024      | přestup   | zdarma     |       |
| 16             | Ú    | Česko | Jan Kuchta      | 23  | FC Slovan Liberec | 2024      | přestup   | 10 mil. Kč |       |
| 16             | Z    | Česko | Tomáš Malinský  | 28  | FC Slovan Liberec | 2023      | přestup   | 10 mil. Kč |       |
| 27             | Z    | Česko | Ondřej Lingr    | 21  | MFK Karviná       | 2024      | přestup   | 12 mil. Kč |       |
|                | B    | Česko | Jan Stejskal    | 23  | FK Mladá Boleslav | hostování | hostování |            |       |

| Odešli z týmu |      |                   |                   |     |                   |           |               |       |
| Číslo         | Poz. | Nár.              | Hráč              | Věk | Kam odešel        | Typ       | Cena          | Zdroj |
| 13            | Z    | Česko             | Patrik Hellebrand | 21  | 1. FC Slovácko    | hostování |               |       |
| 5             | O    | Česko             | Vladimír Coufal   | 28  | West Ham United   | přestup   | 162,5 mil. Kč |       |
| 6             | O    | Česko             | Jan Sýkora        | 26  | Lech Pozaň        | přestup   |               |       |
| 29            | Ú    | Bahrajn           | Jusúf Hilál       | 27  | FC Slovan Liberec | hostování |               |       |
|               | O    | Česko             | Michal Beran      |     | FC Slovan Liberec | hostování |               |       |
| 27            | Z    | Slovensko         | Martin Vantruba   | 22  | FC Nordsjaelland  | hostování | hostování     |       |
|               | O    | Pobřeží slonoviny | Mohamed Tijani    | 23  | FC Slovan Liberec | hostování |               |       |
| 20            | Z    | Rumunsko          | Alexandru Băluță  | 25  | Puskás Akademia   | přestup   | přestup       |       |
| 25            | O    | Česko             | Michal Frydrych   | 30  | Wisla Krakov      | přestup   | přestup       |       |
| 30            | B    | Česko             | Jakub Markovič    | 19  | FK Mladá Boleslav | hostování | hostování     |       |

| Přechod hostování (přišli z hostování a odešli na jiné) |            |                |     |              |           |                            |       |
| Poz.                                                    | Nár.       | Hráč           | Věk | Odkud přišel | Typ       | Kam odešel                 | Zdroj |
| Z                                                       | Nizozemsko | Mick Van Buren | 28  | ADO Den Haag | hostování | SK Dynamo České Budějovice |       |

Poznámky:  —   = nezveřejněno (dohoda mezi kluby),   †   = odhadovaná cena,   +   = opce na prodloužení smlouvy,   ‡   = hráč působil pouze v  juniorském týmu

### Střelecká listina
| Pozice | Národnost | Číslo             | Jméno | Fortuna liga        | MOL Cup | Liga mistrů UEFA | Evropská liga UEFA | Celkem |     |
| ------ | --------- | ----------------- | ----- | ------------------- | ------- | ---------------- | ------------------ | ------ | --- |
| 1      | FW        | Senegal           | 12    | Abdallah Sima       | 11      | 0                | 0                  | 4      | 15  |
| 2      | FW        | Česko             | 16    | Jan Kuchta          | 12      | 0                | 0                  | 2      | 14  |
| 3      | MF        | Rumunsko          | 7     | Nicolae Stanciu     | 10      | 0                | 0                  | 3      | 13  |
| 4      | MF        | Nigérie           | 9     | Peter Olayinka      | 6       | 1                | 1                  | 3      | 11  |
| 5      | FW        | Česko             | 11    | Stanislav Tecl      | 3       | 4                | 0                  | 0      | 7   |
| 6      | FW        | Česko             | 32    | Ondřej Lingr        | 2       | 3                | 0                  | 1      | 6   |
| 7      | DF        | Česko             | 15    | Ondřej Kúdela       | 5       | 0                | 0                  | 0      | 5   |
| 7      | MF        | Česko             | 17    | Lukáš Provod        | 3       | 0                | 0                  | 2      | 5   |
| 9      | FW        | Chorvatsko        | 33    | Petar Musa          | 4       | 0                | 0                  | 0      | 4   |
| 9      | DF        | Česko             | 3     | Tomáš Holeš         | 3       | 0                | 0                  | 1      | 4   |
| 11     | DF        | Česko             | 18    | Jan Bořil           | 3       | 0                | 0                  | 0      | 3   |
| 11     |           |                   |       | Own goal            | 1       | 1                | 0                  | 1      | 3   |
| 13     | MF        | Česko             | 28    | Lukáš Masopust      | 2       | 0                | 0                  | 0      | 2   |
| 13     | MF        | Libérie           | 19    | Oscar Dorley        | 2       | 0                | 0                  | 0      | 2   |
| 13     | FW        | Česko             | 41    | Denis Višinský      | 0       | 2                | 0                  | 0      | 2   |
| 16     | GK        | Česko             | 1     | Ondřej Kolář        | 1       | 0                | 0                  | 0      | 1   |
| 16     | DF        | Česko             | 24    | Laco Takács         | 1       | 0                | 0                  | 0      | 1   |
| 16     | FW        | Bahrajn           | 29    | Abdulla Yusuf Helal | 1       | 0                | 0                  | 0      | 1   |
| 16     | DF        | Česko             | 2     | David Hovorka       | 0       | 1                | 0                  | 0      | 1   |
| 16     | MF        | Slovensko         | 25    | Jakub Hromada       | 0       | 1                | 0                  | 0      | 1   |
| 16     | MF        | Pobřeží slonoviny | 27    | Ibrahim Traoré      | 0       | 1                | 0                  | 0      | 1   |
|        |           |                   |       | TOTALS              | 70      | 14               | 1                  | 17     | 102 |

## Zápasy v sezoně 2020/21

### Souhrn působení v soutěžích
| Soutěž             | Fáze startu | Momentální pozice/ kolo | Konečná pozice/ kolo | První zápas    | Poslední zápas |
| ------------------ | ----------- | ----------------------- | -------------------- | -------------- | -------------- |
| 1. fotbalová liga  | —           | —                       |                      | 23. srpna 2020 |                |
| MOL Cup            |             | —                       |                      |                |                |
| Liga mistrů UEFA   | play-off    | —                       | play-off             | 22. září 2020  | 29. září 2020  |
| Evropská liga UEFA | skupina     | —                       |                      | 22. října 2020 | 15. dubna 2021 |

### Letní přípravné zápasy
Zdroj: www.slavia.cz
| Datum        | Soupeř          | Místo    | Výsledek | Střelci Slavie                                                                         |
| ------------ | --------------- | -------- | -------- | -------------------------------------------------------------------------------------- |
| 05/ 08/ 2019 | SKN St. Pölten  | Rakousko | 5-0      | 1' Petar Musa, 5' Tomáš Holeš, 33' David Zima, 85' Tomáš Malínský, 88' Ondřej Karafiát |
| 08/ 08/ 2019 | FC MOL Fehérvár | Rakousko | 3-1      | 47' Nicolae Stanciu, 58' Petar Musa, 63' Lukáš Masopust                                |

Vysvětlivky: Z = Zápasy; V = Výhry; R = Remízy; P = Prohry; VG = Vstřelené góly; OG = Obdržené góly; B = Body.
| Celkem | Celkem | Celkem | Celkem | Celkem | Celkem | Celkem | Celkem | Doma | Doma | Doma | Doma | Doma | Doma | Venku | Venku | Venku | Venku | Venku | Venku |
| Z      | V      | R      | P      | VG     | OG     | GR     | Body   | V    | R    | P    | VG   | OG   | Body | V     | R     | P     | VG    | OG    | Body  |
| ------ | ------ | ------ | ------ | ------ | ------ | ------ | ------ | ---- | ---- | ---- | ---- | ---- | ---- | ----- | ----- | ----- | ----- | ----- | ----- |
| 20     | 16     | 4      | 0      | 58     | 12     | +46    | 52     | 9    | 1    | 0    | 27   | 4    | 28   | 7     | 3     | 0     | 31    | 8     | 24    |

Poslední úprava: 23. února 2021
|          | 1 | 2 | 3 | 4 | 5 | 6 | 7 | 8 | 9 | 10 | 11 | 12 | 13 | 14 | 15 | 16 | 17 | 18 | 19 | 20 | 21 | 22 | 23 | 24 | 25 | 26 | 27 | 28 | 29 | 30 | 31 | 32 | 33 | 34 |
| -------- | - | - | - | - | - | - | - | - | - | -- | -- | -- | -- | -- | -- | -- | -- | -- | -- | -- | -- | -- | -- | -- | -- | -- | -- | -- | -- | -- | -- | -- | -- | -- |
| Hřiště   | V | D | V | D | D | V | D | V | D | V  | D  | V  | D  | V  | D  | V  | D  | V  | D  | V  | V  | D  | V  | D  | V  | D  | V  | D  | V  | D  | V  | D  | V  | D  |
| Výsledek | V | V | R | V | V | V | V | V | R | V  | V  | V  | V  | V  | V  | V  | V  | R  | V  | R  |    |    |    |    |    |    |    |    |    |    |    |    |    |    |
| Pozice   | 1 | 1 | 2 | 2 | 2 | 2 | 1 | 1 | 1 | 1  | 1  | 1  | 1  | 1  | 1  | 1  | 1  | 1  | 1  | 1  |    |    |    |    |    |    |    |    |    |    |    |    |    |    |

#### Podzimní část
| 1. kolo 23. srpna 2020 | SK Dynamo České Budějovice | 0 – 6 | SK Slavia Praha                                                                                         | Střelecký ostrov, České Budějovice |  |
| 16:30 SELČ |                            |       | 1' Stanislav Tecl 5' Jan Bořil 26' Stanislav Tecl 59' Lukáš Masopust 64' Stanislav Tecl 86' Tomáš Holeš | Diváci: 1.450 Rozhodčí: Zelinka    |  |
| Poznámky: Sestava: Kolář - Coufal, Hovorka, Zima (77. Kúdela), Bořil (C) - Masopust (77. Musa), Stanciu (77. Holeš), Traoré, Ševčík (82. Lingr), Provod (77. Olayinka) - Tecl |                            |       | |                                    |  |

| 2. kolo 29. srpna 2020 | SK Slavia Praha                                      | 3 – 0 | 1. FK Příbram | Eden Arena, Praha              |  |
| 19:30 SELČ | Lukáš Provod 3' Jan Bořil 18' Ondřej Kolář 90' (pen) |       |               | Diváci: 4.869 Rozhodčí: Ginzel |  |
| Poznámky: Sestava: Kolář – Coufal, Hovorka, Kúdela, Bořil (C) – Traoré (82. Malinský) – Masopust (60. Olayinka), Stanciu (79. Holeš), Ševčík (79. Oscar), Provod – Tecl (60. Musa) |                                                      |       |               |                                |  |

| 3. kolo 12. září 2020 | FK Pardubice      | 1 – 1 | SK Slavia Praha | Ďolíček, Praha                   |  |
| 19:30 SELČ | Emil Tischler 38' |       | 51' Petar Musa  | Diváci: 2.671 Rozhodčí: Královec |  |
| Poznámky: Sestava: Kolář – Coufal, Hovorka, Kúdela, Bořil (C) – Ševčík – Masopust (76. Oscar), Stanciu (90. Takács), Provod (90. Lingr), Olayinka (46. Traoré) – Tecl (46. Musa) |                   |       |                 |                                  |  |

| 4. kolo 18. září 2020 | SK Slavia Praha                                                                          | 5 – 1 | FK Teplice                                  | Eden Arena, Praha              |  |
| 20:00 SELČ | Peter Olayinka 2' Nicolae Stanciu 13' Petar Musa 27' Tomáš Holeš 52' Ladislav Takács 68' |       | 20' David Heidenreich 61' (pen) Jakub Mareš | Diváci: 10.185 Rozhodčí: Marek |  |
| Poznámky: Sestava: Kolář - Coufal, Kúdela, Zima, Bořil (C) (55. Karafiát) - Holeš (76. Tecl) - Provod, Stanciu (55. Lingr), Ševčík (55. Takács), Olayinka - Musa (71. Kuchta) |                                                                                          |       |                                             |                                |  |

| 5. kolo 26. září 2020 | SK Slavia Praha                                           | 3 – 0 | 1. FC Slovácko | Eden Arena, Praha              |  |
| 19:00 SELČ | Ondřej Kúdela 2' (pen) Ondřej Kúdela 35' Lukáš Provod 90' |       |                | Diváci: 2.000 Rozhodčí: Franěk |  |
| Poznámky: Sestava: Kolář - Karafiát (Coufal), Kúdela (C), Zima, Oscar - Malínský (85. Sima), Traoré, Takács, Lingr (74. Masopust) - Kuchta (74. Provod), Musa (45. Tecl) |                                                           |       |                |                                |  |

| 6. kolo 4. října 2020 | FC Baník Ostrava | 0 – 1 | SK Slavia Praha           | Městský stadion v Ostravě-Vítkovicích, Ostrava |  |
| 19:00 SELČ |                  |       | 69' (pen) Nicolae Stanciu | Diváci: 2.000 Rozhodčí: Hrubeš                 |  |
| Poznámky: Sestava: Kolář – Holeš (57. Oscar), Kúdela, Zima, Bořil (C) – Takács (46. Tecl), Stanciu (89. Masopust) – Provod, Lingr(46. Ševčík), Olayinka – Musa (86. Hovorka) |                  |       |                           |                                                |  |

| 7. kolo 8. listopadu 2020 | SK Slavia Praha   | 1 – 0 | FK Mladá Boleslav | Eden Arena, Praha |  |
| 16:00 SEČ | Peter Olayinka 7' |       |                   | Rozhodčí: Rejžek  |  |
| Poznámky: Sestava: Kolář (C) - Masopust (90. Musa), Hovorka (41. Takács), Zima, Oscar - Ševčík, Holeš - Sima, Stanciu (71. Traoré), Olayinka - Kuchta (71. Lingr) |                   |       |                   |                   |  |

| 8. kolo 21. listopadu 2020 | Slezský FC Opava | 0 – 6 | SK Slavia Praha                                                                                | Městský stadion, Opava |  |
| 18:30 SEČ |                  |       | 34' Ondřej Kúdela 53' Jan Kuchta 58' Jan Kuchta 72' Jan Bořil 80' Abdallah Sima 88' Petar Musa | Rozhodčí: Ginzel       |  |
| Poznámky: Sestava: Kolář – Masopust (66. Bořil), Kúdela (C), Zima, Oscar (75. Lingr) – Ševčík (66. Holeš), Traoré – Sima, Stanciu, Olayinka (79. Jurásek) – Kuchta (75. Musa) |                  |       |                                                                                                |                        |  |

| 9. kolo 29. listopadu 2020 | SK Slavia Praha   | 1 – 1 | FC Zbrojovka Brno | Eden Arena, Praha |  |
| 18:30 SEČ | Abdallah Sima 69' |       | 88' Jakub Šural   | Rozhodčí: Hrubeš  |  |
| Poznámky: Sestava: Kolář - Bořil (C), Kúdela, Karafiát (46. Holeš), Oscar - Traoré - Jurásek (62. Sima), Stanciu, Lingr (46. Olayinka), Provod (46. Masopust) - Musa (80. Tecl) |                   |       |                   |                   |  |

| 10. kolo 6. prosince 2020 | AC Sparta Praha | 0 – 3 | SK Slavia Praha                                      | Generali Arena, Praha |  |
| 18:30 SEČ |                 |       | 32' Abdallah Sima 40' Abdallah Sima 53' Ondřej Lingr | Rozhodčí: Zelinka     |  |
| Poznámky: Sestava: Kolář – Masopust, Kúdela, Zima, Bořil (C) – Ševčík (89. Stanciu), Holeš – Sima (89. Tecl), Lingr (64. Traoré), Olayinka (77. Provod) – Kuchta (77. Musa) |                 |       |                                                      |                       |  |

| 11. kolo 13. prosince 2020 | SK Slavia Praha                                        | 3 – 0 | FC Slovan Liberec | Eden Arena, Praha |  |
| 18:30 SEČ | Abdallah Sima 23' Peter Olayinka 45' Abdallah Sima 75' |       |                   | Rozhodčí: Marek   |  |
| Poznámky: Sestava: Kolář – Masopust, Kúdela, Zima, Bořil – Oscar, Provod (80. Takács) – Sima (82. Karafiát), Stanciu (70. Traoré), Olayinka (80. Malinský) – Kuchta (80. Tecl) |                                                        |       |                   |                   |  |

| 13. kolo 20. prosince 2020 | SK Slavia Praha                   | 2 – 1 | Bohemians Praha 1905 | Eden Arena, Praha |  |
| 18:30 SEČ | Abdallah Sima 7' Lukáš Provod 66' |       | 68' Petr Hronek      | Rozhodčí: Franěk  |  |
| Poznámky: Sestava: Kolář - Masopust, Kúdela, Zima, Bořil (C) - Oscar (64. Traoré), Stanciu (77. Lingr) - Sima, Provod, Olayinka - Kuchta (90. Tecl) |                                   |       |                      |                   |  |

| 14. kolo 23. prosince 2020 | FC Viktoria Plzeň | 0 – 1 | SK Slavia Praha     | Doosan Arena, Plzeň |  |
| 17:00 SEČ |                   |       | 26' Nicolae Stanciu | Rozhodčí: Pechanec  |  |
| Poznámky: Sestava: Kolář - Masopust, Kúdela, Zima, Bořil (C) - Stanciu, Oscar (90. Karafiát) - Sima, Lingr (72. Traoré), Provod (90 Malinský) - Kuchta (72. Tecl) |                   |       |                     |                     |  |

#### Jarní část
| 15. kolo 16. ledna 2021 | SK Slavia Praha                                       | 3 – 1 | SK Sigma Olomouc | Eden Arena, Praha |  |
| 18:30 SEČ | Ondřej Kúdela 19' (pen) Jan Kuchta 39' Jan Kuchta 61' |       | 15' Radim Breite | Rozhodčí: Berka   |  |
| Poznámky: Sestava: Kolář – Bah, Kúdela, Hovorka, Bořil (C) – Hromada (90+1. Beran), Oscar (80. Van Buren) – Sima (90+1. Tecl), Stanciu (87. Hilál), Provod – Kuchta (80. Musa) |                                                       |       |                  |                   |  |

| 16. kolo 23. ledna 2021 | MFK Karviná                          | 1 – 3 | SK Slavia Praha                                     | Městský stadion Karviná, Karviná |  |
| 18:30 SEČ | Kristi Qose 82' (pen) 90' Petr Bolek |       | 51' Abdallah Sima 61' Jan Kuchta 85' Peter Olayinka | Rozhodčí: Pechanec               |  |
| Poznámky: Sestava: Kolář – Masopust (46. Bah), Kúdela, Hovorka, Bořil (C) – Holeš, Provod – Sima (88. Lingr), Stanciu (86. Traoré), Oscar (46. Olayinka) – Kuchta (77. Musa) |                                      |       |                                                     |                                  |  |

| 12. kolo (dohrávka) 27. ledna 2021* | FC Fastav Zlín                                        | 2 – 6 | SK Slavia Praha                                                                                 | Letná, Zlín      |  |
| 18:00 SEČ | Martin Cedidla 48' Tomáš Poznar 74' Tobiáš Slovák 76' |       | 3' Peter Olayinka 12' Jan Kuchta 17' Jan Kuchta 36' Abdallah Sima 45' Jan Kuchta 89' Petar Musa | Rozhodčí: Franěk |  |
| Poznámky: Sestava: O. Kolář – Bah, Kúdela, Hovorka (18. Kačaraba), Bořil (C) – Holeš (74. Hromada), Provod – Sima (62. Lingr), Stanciu (62. Traoré), Olayinka – Kuchta (62. Musa) |                                                       |       |                                                                                                 |                  |  |

| 17. kolo 31. ledna 2021* | SK Slavia Praha                                         | 3 – 0 | FK Jablonec | Eden Arena, Praha |  |
| 18:30 SEČ | Tomáš Holeš 20' Jan Kuchta 38' Jakub Martinec 58' (vl.) |       |             | Rozhodčí: Orel    |  |
| Poznámky: Sestava: O. Kolář – Bah, Kúdela, Hovorka (18. Kačaraba), Bořil (C) – Holeš (74. Hromada), Provod – Sima (62. Lingr), Stanciu (62. Traoré), Olayinka – Kuchta (62. Musa) |                                                         |       |             |                   |  |

| 18. kolo 7. února 2021 | 1. FK Příbram                                                | 3 – 3 | SK Slavia Praha                                               | Na Litavce, Příbram |  |
| 16:00 SEČ | David Zima 21' (vl.) Ondřej Kúdela 45' (vl.) Radek Voltr 90' |       | 25' Peter Olayinka 56' Abdallah Sima 81' (pen.) Ondřej Kúdela | Rozhodčí: Hrubeš    |  |
| Poznámky: Sestava: Kolář – Bah (58. Masopust), Kúdela, Zima (58. Deli), Bořil (C) – Holeš, Provod – Sima, Stanciu (86. Traoré), Olayinka (90. Lingr) – Kuchta (90. Tecl) |                                                              |       |                                                               |                     |  |

| 19. kolo 13. února 2021 | SK Slavia Praha                                   | 3 – 0 | FK Pardubice | Eden Arena, Praha |  |
| 16:00 SEČ | Jan Kuchta 19' Jan Kuchta 27' Nicolae Stanciu 53' |       |              | Rozhodčí: Ginzel  |  |
| Poznámky: Sestava: Kolář – Bah, Kúdela (C), Deli, Oscar – Holeš (70. Hromada), Provod – Sima (70. Masopust), Stanciu (78. Traoré), Olayinka (78. Bořil) – Kuchta (70. Lingr) |                                                   |       |              |                   |  |

| 20. kolo 21. února 2021 | FK Teplice      | 1 – 1 | SK Slavia Praha  | Na Stínadlech, Teplice |  |
| 16:30 SEČ | Jakub Mareš 64' |       | 43' Oscar Dorley | Rozhodčí: Zelinka      |  |
| Poznámky: Sestava: Kolář – Bah (46. Olayinka), Kúdela, Deli, Bořil (C) – Hromada, Traoré (65. Stanciu) – Masopust, Beran (65. Provod), Oscar – Lingr (54. Kuchta) |                 |       |                  |                        |  |

| 21. kolo 28. února 2021 | 1. FC Slovácko                      | 2 – 3 | SK Slavia Praha                                                 | Městský fotbalový stadion Miroslava Valenty, Uherské Hradiště |  |
| 16:00 SEČ | Lukáš Sadílek 11' Michal Kadlec 45' |       | 36' (pen.) Nicolae Stanciu 72' Nicolae Stanciu 81' Ondřej Lingr | Rozhodčí: Proske                                              |  |
| Poznámky: Sestava: Kolář - Bah (63. Masopust), Zima (63. Kačaraba), Deli, Bořil (C) - Oscar, Provod - Sima, Stanciu (85. Kúdela), Olayinka (90. Hromada) - Kuchta (63. Lingr) |                                     |       |                                                                 |                                                               |  |

| 22. kolo 7. března 2021 | SK Slavia Praha                       | 2 – 1 | FC Baník Ostrava                         | Eden Arena, Praha  |  |
| 18:30 SEČ | Lukáš Masopust 8' Nicolae Stanciu 32' |       | 53' (vl.) Taras Kačaraba 3' Martin Fillo | Rozhodčí: Pechanec |  |
| Poznámky: Sestava: Kolář – Bah, Kačaraba, Deli, Bořil (C) – Provod – Masopust (60. Sima), Stanciu, Lingr (60. Holeš), Olayinka (73. Oscar) – Kuchta (79. Tecl) |                                       |       |                                          |                    |  |

| 23. kolo 14. března 2021 | FK Mladá Boleslav | 0 – 3 | SK Slavia Praha                                                         | Městský stadion, Mladá Boleslav |  |
| 18:30 SEČ |                   |       | 27' Nicolae Stanciu 40' Nicolae Stanciu 82' (pen.) Abdalláh Júsuf Hilál | Rozhodčí: Julínek               |  |
| Poznámky: Sestava: Kolář – Masopust, Kúdela, Deli, Bořil (C) – Hromada – Van Buren (70. Lingr), Stanciu (79. Holeš), Provod (79. Bah), Sima (86. Višinský) – Tecl (79. Hilál) |                   |       |                                                                         |                                 |  |

| 24. kolo 24. března 2021 | SK Slavia Praha                                                                              | 4 – 0 | Slezský FC Opava | Eden Arena, Praha |  |
| 18:30 SEČ | Abdallah Sima 22' Jan Kuchta 45' Nicolae Stanciu 53' (pen.) Tomáš Holeš 64' Oscar Dorley 78' |       |                  | Rozhodčí: Cieslar |  |
| Poznámky: Sestava: Vágner – Masopust, Kúdela (81. Deli), Zima, Bořil (C) – Holeš – Van Buren (69. Tecl), Stanciu (69. Lingr), Provod (81. Hilál), Sima – Kuchta (58. Oscar) |                                                                                              |       |                  |                   |  |

| 25. kolo 4. dubna 2021 | FC Zbrojovka Brno | 0 – 0 | SK Slavia Praha    | Městský fotbalový stadion Srbská, Brno |  |
| 18:30 SELČ |                   |       | 18' Matykáš Vágner | Rozhodčí: Orel                         |  |
| Poznámky: Sestava: Vágner – Bah, Kačaraba, Zima, Masopust (C) – Holeš – Van Buren (57. Ševčík), Hromada (19. Kovář), Provod, Olayinka – Kuchta (57. Lingr) |                   |       |                    |                                        |  |

| 26. kolo 11. dubna 2021 | SK Slavia Praha                    | 2 – 0 | AC Sparta Praha | Eden Arena, Praha |  |
| 18:30 SELČ | Tomáš Holeš 45' Stanislav Tecl 81' |       |                 | Rozhodčí: Franěk  |  |
| Poznámky: Sestava: Kolář – Masopust, Kačaraba, Zima, Bořil (C) – Holeš – Oscar (89. Hromada), Stanciu (55. Ševčík), Provod (89. Traoré), Lingr (68. Tecl) – Kuchta (68. Bah) |                                    |       |                 |                   |  |

| 27. kolo 18. dubna 2021 | FC Slovan Liberec | 0 – 1 | SK Slavia Praha          | Stadion U Nisy, Liberec |  |
| 16:00 SELČ |                   |       | 84' (pen.) Ondřej Kúdela | Rozhodčí: Hrubeš        |  |
| Poznámky: Sestava: Kolář – Kúdela, Kačaraba, Holeš – Hromada (60. Traoré) – Masopust, Stanciu (60. Provod), Beran (60. Ševčík), Hilál (52. Kuchta), Oscar – Tecl (C) (79. Van Buren) |                   |       |                          |                         |  |

| 28. kolo 21. dubna 2021 | SK Slavia Praha                    | 2 – 1 | FC Fastav Zlín          | Eden Arena, Praha |  |
| 19:30 SELČ | Nicolae Stanciu 29' Jan Kuchta 50' |       | 7' (pen.) Roman Potočný | Rozhodčí: Ginzel  |  |
| Poznámky: Sestava: Kolář – Kúdela, Kačaraba (74. Van Buren), Zima – Traoré (64. Holeš) – Masopust, Stanciu (74. Hromada), Provod, Bořil (C) – Tecl (46. Ševčík), Kuchta (81. Dorley) |                                    |       |                         |                   |  |

| 29. kolo 25. dubna 2021 | Bohemians Praha 1905 | 0 – 0 | SK Slavia Praha | Ďolíček, Praha    |  |
| 18:30 SELČ |                      |       |                 | Rozhodčí: Julínek |  |
| Poznámky: Sestava: Kolář – Masopust, Kúdela, Deli, Bořil (C) – Holeš – Ševčík, Hromada (61. Van Buren), Stanciu (61. Traoré), Oscar (86. Hilál) – Tecl (74. Kuchta) |                      |       |                 |                   |  |

| 30. kolo 2. května 2021 | SK Slavia Praha                                                                              | 5 – 1 | FC Viktoria Plzeň  | Eden Arena, Praha             |  |
| 19:30 SELČ | Tomáš Holeš 6' Filip Kaša 22' (vl.) Mick Van Buren 47' Alexander Bah 72' Nicolae Stanciu 84' |       | 67' Miroslav Káčer | Diváci: 1.486 Rozhodčí: Berka |  |
| Poznámky: Sestava: Kolář – Masopust (56. Provod), Kúdela, Deli, Bořil (C) – Holeš (46. Traoré), Hromada (46. Stanciu) – Bah, Ševčík (62. Kuchta), Oscar – Van Buren (71. Olayinka) |                                                                                              |       |                    |                               |  |

| 31. kolo 9. května 2021 | SK Sigma Olomouc | 0 – 1 | SK Slavia Praha | Andrův stadion, Olomouc     |  |
| 17:00 SELČ |                  |       | 78' Jan Kuchta  | Diváci: 967 Rozhodčí: Marek |  |
| Poznámky: Sestava: Kolář - Bah, Kúdela (C), Zima, Oscar - Holeš - Van Buren (56. Sima), Provod (19. Hromada), Stanciu (46. Olayinka), Lingr (56. Tecl) - Kuchta (82. Hilál) |                  |       |                 |                             |  |

### Liga mistrů UEFA
Hlavní článek: Liga mistrů UEFA 2020/21

#### Předkola
| Play-off 22. září 2020 | SK Slavia Praha | 0 – 0 | FC Midtjylland | Eden Aréna, Praha      |  |
| SELČ |                 |       |                | Rozhodčí: Cüneyt Çakır |  |
| Poznámky: Sestava: Kolář – Coufal, Hovorka, Zima, Bořil – Holeš – Masopust (71. Provod), Ševčík, Stanciu (90. Takács), Olayinka – Tecl (59. Musa) |                 |       |                |                        |  |

| Play-off - odveta 29. září 2020 | FC Midtjylland                                                              | 4 – 1 | SK Slavia Praha   | Herning Arena, Herning  |  |
| SELČ | Sory Kaba 65' Alexander Scholz 83' (pen) Frank Onyeka 88' Anders Dreyer 90' |       | 3' Peter Olayinka | Rozhodčí: Damir Skomina |  |
| Poznámky: Sestava: Kolář – Coufal, Kúdela Hovorka, Bořil (C) – Olayinka (85. Kuchta), Stanciu (68. Traoré), Holeš, Ševčík, Provod – Masopust (73. Musa) |                                                                             |       |                   |                         |  |

### Evropská liga UEFA
Hlavní článek: Evropská liga UEFA 2020/21

#### Skupina C
| Poř. | Tým                 | Z | V | R | P | VG | OG | B  |
| ---- | ------------------- | - | - | - | - | -- | -- | -- |
| 1.   | Bayer 04 Leverkusen | 6 | 5 | 0 | 1 | 21 | 8  | 15 |
| 2.   | SK Slavia Praha     | 6 | 4 | 0 | 2 | 11 | 10 | 12 |
| 3.   | Hapoel Beer Ševa    | 6 | 2 | 0 | 4 | 7  | 13 | 6  |
| 4.   | OGC Nice            | 6 | 1 | 0 | 5 | 8  | 16 | 3  |

Poslední úprava: 10. prosince 2020
Vysvětlivky: Z = Zápasy; V = Výhry; R = Remízy; P = Prohry; VG = Vstřelené góly; OG = Obdržené góly; B = Body.

#### Základní skupina
| 1. hrací den 22. října 2020 | Hapoel Be'er Sheva                                          | 3 – 1 | SK Slavia Praha  | Stadion Yaakova Turnera, Beerševa |  |
| 21:00 SELČ | Jhonathan Agudelo 45' Elton Acolatse 86' Elton Acolatse 87' |       | 75' Lukáš Provod | Rozhodčí: Lawrence Visser         |  |
| Poznámky: Sestava: Kolář – Kúdela, Hovorka, Bořil (C) – Ševčík (75. Lingr), Oscar (90. Sima), Malínský (57. Masopust), Traoré (46. Stanciu), Provod – Musa, Tecl (57. Kuchta) |                                                             |       |                  |                                   |  |

| 2. hrací den 29. října 2020 | SK Slavia Praha    | 1 – 0 | Bayer 04 Leverkusen | Eden Arena, Praha        |  |
| 18:55 SEČ | Peter Olayinka 80' |       |                     | Rozhodčí: William Collum |  |
| Poznámky: Sestava: Kolář – Masopust, Kúdela, Zima, Bořil (C) – Ševčík, Holeš (61. Stanciu) – Malínský (71. Sima), Provod (76. Traoré), Oscar (61. Olayinka) – Lingr (46. Musa) |                    |       |                     |                          |  |

| 3. hrací den 5. listopadu 2020 | SK Slavia Praha                                 | 3 – 2 | OGC Nice                       | Eden Arena, Praha      |  |
| 18:55 SEČ | Jan Kuchta 16' Jan Kuchta 71' Abdallah Sima 43' |       | 33' Amine Gouiri 90' Dan Ndoye | Rozhodčí: Jakob Kehlet |  |
| Poznámky: Sestava: Kolář (C) - Masopust, Hovorka (86. Křišťan), Zima, Oscar - Sima, Holeš, Ševčík, Lingr (70. Traoré), Olayinka - Kuchta (76. Tecl) |                                                 |       |                                |                        |  |

| 4. hrací den 26. listopadu 2020 | OGC Nice                             | 3 – 1 | SK Slavia Praha                                       | Allianz Riviera, Nice  |  |
| 21:00 SEČ | Amine Gouiri 61' Hicham Boudaoui 90' |       | 15' Ondřej Lingr 64' Peter Olayinka 75' Abdallah Sima | Rozhodčí: Glenn Nyberg |  |
| Poznámky: Sestava: Kolář – Masopust, Kúdela, Zima, Bořil (C) – Holeš (87. Karafiát), Ševčík – Sima (87. Tecl), Lingr (63. Traoré), Olayinka (87. Malínský) – Kuchta (82. Provod) |                                      |       |                                                       |                        |  |

| 5. hrací den 3. prosince 2020 | SK Slavia Praha                                            | 3 – 0 | Hapoel Be'er Sheva | Eden Arena, Praha      |  |
| 21:00 SEČ | Abdallah Sima 31' Nicolae Stanciu 36' Dudu Twito 85' (vl.) |       |                    | Rozhodčí: Tamás Bognar |  |
| Poznámky: Sestava: Kolář - Masopust (81. Provod), Kúdela (C), Zima, Oscar (61. Bořil) - Holeš - Sima, Ševčík (81.Traoré), Stanciu (64. Lingr), Olayinka - Kuchta (81. Musa) |                                                            |       |                    |                        |  |

| 6. hrací den 10. prosince 2020 | Bayer 04 Leverkusen                                                 | 4 – 0 | SK Slavia Praha | BayArena, Leverkusen         |  |
| 18:55 SEČ | Leon Bailey 8' Leon Bailey 32' Moussa Diaby 59' Karim Bellarabi 90' |       |                 | Rozhodčí: Tasos Sidiropoulos |  |
| Poznámky: Sestava: Kolář - Masopust, Zima, Bořil (C), Oscar - Ševčík (19. Stanciu), Traoré (82. Karafiát) - Sima (82.Jurásek), Lingr (82.Rigo), Olayinka - Musa (53. Tecl) |                                                                     |       |                 |                              |  |

#### Playoff
| 1/16-finále 18. února 2021 | SK Slavia Praha | 0 – 0 | Leicester City FC | Eden Aréna, Praha     |  |
| 18:55 SEČ |                 |       |                   | Rozhodčí: Marco Guida |  |
| Poznámky: Sestava: Kolář – Bah, Kúdela, Zima, Bořil (C) – Holeš (30. Hromada), Provod (90+1. Lingr) – Sima, Stanciu (73. Traoré), Olayinka – Kuchta (73. Masopust) |                 |       |                   |                       |  |

| 1/16-finále odveta 25. února 2021 | Leicester City FC | 0 – 2 | SK Slavia Praha                    | King Power Stadium, Leicester |  |
| 21:00 SEČ |                   |       | 49' Lukáš Provod 79' Abdallah Sima | Rozhodčí: Serdar Gözübüyük    |  |
| Poznámky: Sestava: Kolář – Bah, Kúdela, Zima, Bořil (C) – Hromada (74. Lingr), Provod – Sima, Stanciu (69. Dorley), Olayinka – Kuchta (84. Masopust) |                   |       |                                    |                               |  |

| 1/8-finále 11. března 2021 | SK Slavia Praha    | 1 – 1 | Rangers FC         | Eden Aréna, Praha                       |  |
| 18:55 SEČ                  | Nicolae Stanciu 7' |       | 36' Filip Helander | Diváci: 0 Rozhodčí: Ovidiu Alin Hategan |  |
| Poznámky: Sestava:         |                    |       |                    |                                         |  |

| 1/8-finále odveta 18. března 2021 | Rangers FC | 0 – 2 | SK Slavia Praha                        | Ibrox Stadium, Glasgow            |  |
| 21:00 SEČ                         |            |       | 14' Peter Olayinka 74' Nicolae Stanciu | Diváci: 0 Rozhodčí: Orel Grinfeld |  |
| Poznámky: Sestava:                |            |       |                                        |                                   |  |

| 1/4-finále 8. dubna 2021 | Arsenal FC       | 1 – 1 | SK Slavia Praha | Emirates Stadium, Londýn           |  |
| 21:00 SEČ                | Nicolas Pépé 86' |       | 90' Tomáš Holeš | Diváci: 0 Rozhodčí: Andreas Ekberg |  |
| Poznámky: Sestava:       |                  |       |                 |                                    |  |

| 1/4-finále odveta 15. dubna 2021 | SK Slavia Praha | 0 – 4 | Arsenal FC                                                                              | Eden Aréna, Praha                |  |
| 21:00 SEČ                        |                 |       | 18' Nicolas Pépé 21' (pen.) Alexandre Lacazette 24' Bukayo Saka 77' Alexandre Lacazette | Diváci: 0 Rozhodčí: Cüneyt Cakir |  |
| Poznámky: Sestava:               |                 |       |                                                                                         |                                  |  |

### MOL Cup
Hlavní článek: MOL Cup 2020/21

## Ostatní týmy SK Slavia
zdroj: FAČR
| Tým                             | Soutěž                         | Umístění       |
| Mužské soutěže                  | Mužské soutěže                 | Mužské soutěže |
| ------------------------------- | ------------------------------ | -------------- |
| SK Slavia Praha „B“             | Česká fotbalová liga A         |                |
| SK Slavia Praha U19             | I.Celostátní liga U19          |                |
| SK Slavia Praha U18             | Česká liga dorostu U19 A       |                |
| SK Slavia Praha U17             | I.Celostátní liga U17          |                |
| SK Slavia Praha U16             | Česká liga dorostu U17 A       |                |
| SK Slavia Praha U15             | Česká liga žáků U15            |                |
| SK Slavia Praha U14             | Česká liga žáků U14            |                |
| SK Slavia Praha U13             | Česká liga žáků U13 B          |                |
| SK Slavia Praha U12             | Česká liga žáků U12 B          |                |
| Ženské soutěže                  |                                |                |
| SK Slavia Praha – ženy          | 1. liga žen                    |                |
| SK Slavia Praha – ženy          | Pohár KFŽ                      |                |
| Juniorský tým                   | 1. liga dorostenek             |                |
| SK Slavia Praha – starší žákyně | 1. liga starších žákyň – Čechy |                |
| SK Slavia Praha – mladší žákyně | 1. liga mladších žákyň – Čechy |                |